# Christina Lathan
Christina Lathan z d. Brehmer (ur. 28 lutego 1958 w Altdöbern) – wschodnioniemiecka lekkoatletka startująca w biegu na 400 metrów.
Karierę zaczęła w roku 1975, kiedy z wynikiem 50,84 uplasowała się na 3. miejscu na światowych listach biegaczek na 400 m. 9 maja 1976 w Dreźnie niespodziewanie wynikiem 49,77 sek. ustanowiła rekord świata. Był to pierwszy w historii mierzony elektronicznie wynik poniżej 50 sekund na tym dystansie (w 1974 wynik 49,9 s, mierzony ręcznie, uzyskała Irena Szewińska). Niemiecka biegaczka nie cieszyła się długo rekordem świata. 44 dni później odebrała go jej w Bydgoszczy wynikiem 49,75 s Szewińska. Pojedynek obu biegaczek był ozdobą Igrzysk Olimpijskich w Montrealu. Do 300 m prowadziła Niemka, później jednak zaczęła słabnąć, a przewagę powiększała na ostatniej prostej Polka. Irena Szewińska ustanowiła nowy rekord świata (49,29 s, odczyt poprawiony później na 49,28 s). Brehmer (50,51) obroniła srebro wyprzedzając o 0,04 s rodaczkę Ellen Streidt.
Christina Brehmer pobiegła w Montrealu na ostatniej zmianie „złotej” sztafety NRD 4 × 400  metrów (49,7 s). Rok 1977 przyniósł dominację Marity Koch wśród wschodnioniemieckich biegaczek na 400 m. To ona zdobyła złoto na mistrzostwach Europy w Pradze w roku 1978 i jako pierwsza kobieta przebiegła 400 m poniżej 49 s. Brehmer (50,38 s) stoczyła udaną walkę o srebro z Szewińską (50,40). Na Igrzyskach Olimpijskich w Moskwie niemiecka biegaczka była w życiowej formie (49,66 s), ale musiała ustąpić Koch (48,88) i Czeszce Jarmili Kratochilovej (49,46). Lathan  biegła w Moskwie na trzeciej zmianie sztafety 4 × 400  metrów. Kibiców elektryzował pojedynek sztafety NRD i ZSRR. Lathan potknęła się o krawężnik i kończyła bieg kilka metrów za Niną Ziuskową (czas Lathan: 51,0). Straty do zawodniczek gospodarzy nie była już w stanie odrobić Koch. Po Igrzyskach w Moskwie Christina Lathan zakończyła karierę sportową.
Odznaczona m.in. Srebrnym i Brązowym Orderem Zasług dla Ojczyzny.

## Sukcesy sportowe

### Igrzyska olimpijskie
| Miejsce | Dzień      | Rok  | Miejscowość | Konkurencja        | Czas biegu  | Strata   | Zwycięzca       |
| ------- | ---------- | ---- | ----------- | ------------------ | ----------- | -------- | --------------- |
| srebro  | 29 lipca   | 1976 | Montreal    | bieg na 400 m      | 50,51 s     | + 1,22 s | Irena Szewińska |
| złoto   | 31 lipca   | 1976 | Montreal    | sztafeta 4 × 400 m | 3:19,23 min | -        | -               |
| brąz    | 28 lipca   | 1980 | Moskwa      | bieg na 400 m      | 49,66 s     | + 0,78 s | Marita Koch     |
| srebro  | 1 sierpnia | 1980 | Moskwa      | sztafeta 4 × 400 m | 3:20,35 min | + 0,23 s | ZSRR            |

### Mistrzostwa Europy
| Miejsce | Dzień       | Rok  | Miejscowość | Konkurencja        | Czas biegu  | Strata   | Zwycięzca   |
| ------- | ----------- | ---- | ----------- | ------------------ | ----------- | -------- | ----------- |
| srebro  | 31 sierpnia | 1978 | Praga       | bieg na 400 m      | 50,38 s     | + 1,44 s | Marita Koch |
| złoto   | 3 września  | 1978 | Praga       | sztafeta 4 × 400 m | 3:21,20 min | -        | NRD         |